# BET Gospel
BET Gospel é um canal spin-off do Black Entertainment Television. Sua programação é dedicada a música gospel. Foi lançado em 1 de julho de 2002.